# حكم الأقلية الملكية

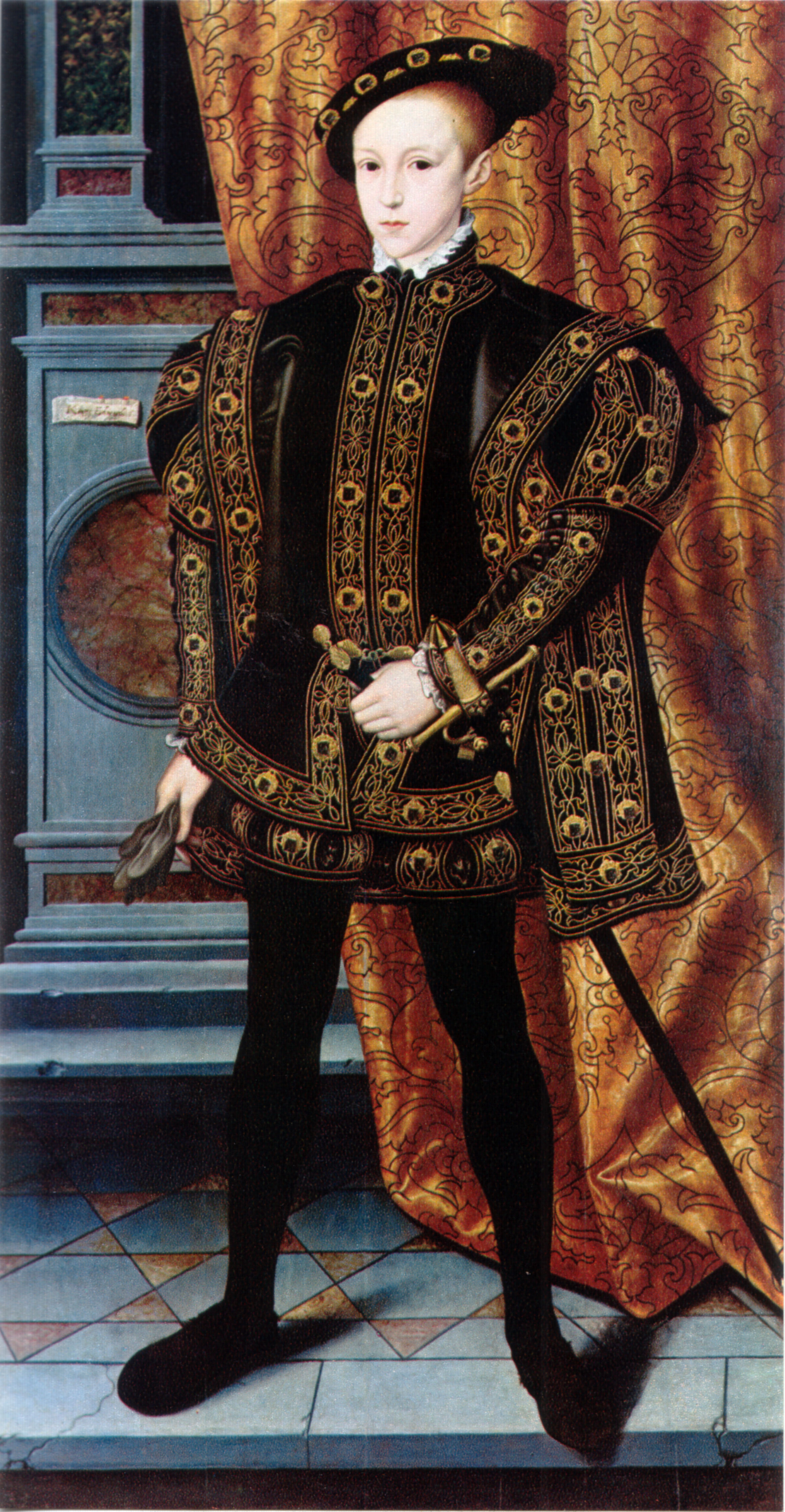
إدوارد السادس ملك إنجلترا

يشير مصطلح حكم الأقلية أو الأقلية الملكية إلى فترة حكم صاحب السيادة أو العاهل عندما يكون هو أو هي قاصرًا من الناحية القانونية. تعتبر فترة حكم الأقليات بطبيعتها الأوقات التي يكون فيها السياسيون والمستشارون قادرين على المنافسة بشكل خاص. يدعي بعض العلماء أنه في بريطانيا حدث ما يدعى بالبكورة، ونمو الحكومة التوحيدية، وظهور البرلمان كقوة تمثيلية وإدارية، جميعها في سياق حكم الأقلية.
تميز حكم الأقليات أيضًا بفترة في الإمبراطورية الرومانية (367-455)، ولا سيما السنوات التي سبقت حكم فالنتينيان الثالث، الذي أصبح أيضًا إمبراطورًا عندما كان في السادسة من عمره. أدى تعاقب الأباطرة الذين تحولوا إلى أطفال بالغين إلى ما يسمى بطفولة المكتب الإمبراطوري، والذي تم السيطرة عليه خلال فترة الحكم الطويلة لهونوريوس سلف فالنتينيان. ظل عمل المكتب الإمبراطوري ضمن نظام مقلص بشدة مقارنة بسلطته قبل قرن من الزمان.

## السلطة
بشكل عام، يتم تعيين الوصي إذا كان صاحب السيادة قاصرًا، بالطبع هناك حالات لم يتم فيها تعيين وصي على العرش ولكن هذا لا يعني أن الملك كان يملك السلطة. على سبيل المثال، في عهد الأقلية لثيودوسيوس الثاني، كان أنثيميوس يمارس السلطة قبل أن يتم تعيين أخته بلخريا وصيًا على العرش. في كثير من الحالات، أدى ظهور الأقلية الملكية إلى منافسة شرسة على أي مكتب وصاية، وفي إنجلترا تم تعيين وصي واحد فقط: في أكتوبر 1216، أصبح وليام مارشال، إيرل بيمبروك الأول وصيًا على هنري الثالث البالغ من العمر تسع سنوات الثالث على وفاة الملك جون.
تم التعامل مع الأقليات الملكية اللاحقة قبل عام 1811 من خلال تعيين ضباط يحملون ألقابًا أقل استفزازًا مثل «اللوردات قضاة المملكة» أو «اللورد الحامي» أو «الحامي والمدافع» (بعد 1422) وأحيانًا «الوصي على المملكة». في جميع الحالات كان من المفترض أن يساعدهم مجلس جماعي أو هيئة من المسؤولين، على الرغم من أن المحمية الوجيزة لريتشارد، دوق جلوستر من أبريل إلى يونيو 1483 لم تسمح بتعيين مجلس رسمي.
الملوك الذين حكموا كقُصَر:
- فالنتينيان الثالث: إمبراطور روماني غربي.
- لودفيش الطفل من شرق آسيا.
- أوتو الثالث: إمبراطور روماني مقدس.
- هنري الرابع ملك ألمانيا.
- فريدريك الثاني من الإمبراطورية الرومانية المقدسة.
- بيدرو الثاني ملك البرازيل.
- سيميون الثاني ملك بلغاريا.
- فيليب الأول من فرنسا.
- لويس التاسع ملك فرنسا.
- جان الأول ملك فرنسا.
- شارل السادس ملك فرنسا.
- شارل الثامن ملك فرنسا.
- فرانسوا الثاني ملك فرنسا.
- شارل التاسع ملك فرنسا.
- لويس الثالث عشر ملك فرنسا.
- لويس الرابع عشر ملك فرنسا.
- لويس الخامس عشر ملك فرنسا.
- إدوارد الخامس ملك إنجلترا.
- إدوارد السادس ملك إنجلترا.
- لاديسلاوس الثالث ملك المجر.
- ماري من المجر.
- ماري أديلاد دوقة لوكسمبورغ الكبرى.
- فيلهلمينا من هولندا.
- سانشو الثاني ملك البرتغال.
- أفونسو الخامس ملك البرتغال.
- ماريا الثانية من البرتغال.
- بيدرو الخامس ملك البرتغال.
- ميخائيل من رومانيا.
- إيفان الرابع ملك روسيا.
- بطرس الأول الأكبر في روسيا.
- مالكوم الرابع ملك اسكتلندا.
- اليكسندر الثالث ملك اسكتلندا.
- ديفيد الثاني ملك اسكتلندا.
- جيمس الأول ملك اسكتلندا.
- جيمس الثاني ملك اسكتلندا.
- جيمس الثالث ملك اسكتلندا.
- جيمس الرابع ملك اسكتلندا.
- جيمس الخامس ملك اسكتلندا.
- ماري ملكة اسكتلندا.
- جيمس السادس ملك اسكتلندا.
- ألفونسو الخامس ملك ليون.
- برمودو الثالث ملك ليون.
- ألفونسو الثامن ملك قشتالة.
- هنري الأول ملك قشتالة.
- فرناندو الرابع ملك قشتالة.
- ألفونسو الحادي عشر ملك قشتالة.
- هنري الثالث ملك قشتالة.
- خوان الثاني ملك قشتالة.
- غارسيا سانشيز الأول ملك نافارا.
- بترونيلا ملكة أراغون.
- ألفونسو الثاني ملك أراغون.
- خايمي الأول ملك أراغون.
- كارلوس الثاني ملك إسبانيا.
- إيزابيل الثانية ملكة إسبانيا.
- ألفونسو الثالث عشر ملك إسبانيا.
- بيتار الثاني ملك يوغوسلافيا.
- ثيوبالد الثاني ملك نافارا.
- خوانا الأولى ملكة نافارا.
- فرانسيس فويبس من نافارا.
- كاثرين من نافارا.